# Takuya Haneda
Takuya Haneda (jap. 羽根田 卓也 Haneda Takuya; ur. 17 lipca 1987, w Toyocie w prefekturze Aichi) – japoński kajakarz górski specjalizujący się w konkurencjach kanadyjek, brązowy medalista igrzysk olimpijskich, dwukrotny mistrz igrzysk azjatyckich.

## Igrzyska olimpijskie
Na igrzyskach zadebiutował w 2008 roku w Pekinie, gdzie zajął 14. miejsce, a w 2012 w Londynie był siódmy. W roku 2016 w Rio de Janeiro w finale zajął trzecie miejsce, zdobywając brązowy medal, wyprzedzili go Francuz Denis Chanut oraz Słowak Matej Beňuša. Podczas igrzysk rozgrywanych w Tokio w 2021 awansował do finału, w którym zajął 10. miejsce w rywalizacji w slalomie C-1.

## Igrzyska azjatyckie
Wielokrotny uczestnik, medalista igrzysk azjatyckich, gdzie zdobył dwa złote medale; w 2014 oraz w 2018, w 2010 w debiucie wywalczył srebrny medal.